# Lijst van voetbalinterlands Panama - Servië
Deze lijst van voetbalinterlands is een overzicht van alle officiële voetbalwedstrijden tussen de nationale teams van Panama en Servië. De landen speelden tot op heden twee keer tegen elkaar. De eerste ontmoeting, een vriendschappelijke wedstrijd, werd gespeeld in Bridgeview (Verenigde Staten) op 31 mei 2014. Het laatste duel, eveneens een vriendschappelijke wedstrijd, vond plaats op 28 januari 2021 in Panama-Stad.

## Wedstrijden
| № | Plaats      | Datum           | Competitie        | Wedstrijd       | Uitslag |
| - | ----------- | --------------- | ----------------- | --------------- | ------- |
| 1 | Bridgeview  | 31 mei 2014     | Vriendschappelijk | Panama – Servië | 1 – 1   |
| 2 | Panama-Stad | 28 januari 2021 | Vriendschappelijk | Panama − Servië | 0 − 0   |

## Samenvatting
| Competitie        | Totaal gespeeld | Winst Panama | Gelijk | Winst Servië | Doelsaldo Panama – Servië |
| ----------------- | --------------- | ------------ | ------ | ------------ | ------------------------- |
| Vriendschappelijk | 2               | 0            | 2      | 0            | 1 − 1                     |
| Totaal            | 2               | 0            | 2      | 0            | 1 − 1                     |

## Details

### Eerste ontmoeting
| Vriendschappelijk (Bridgeview, Verenigde Staten, 31 mei 2014): |              | |
| Panama | 1 – 1        | Servië |
| Gabriel Gómez 59' | goals        | 24' Branislav Ivanović |
| Hernán Darío Gómez | bondscoach   | Ljubinko Drulović |
| Oscar McFarlane Roberto Chen Román Torres Carlos Rodríguez Leonel Parris 46' Armando Cooper 83' Nelson Barahona 46' Alberto Quintero 90' Amilcar Henríquez Gabriel Gómez Nicolás Muñoz 88' | opstellingen | Vladimir Stojković Dušan Basta Branislav Ivanović Aleksandar Kolarov Stefan Mitrović Nemanja Matić 61' Zoran Tošić Nemanja Gudelj 66' Filip Đorđević Dušan Tadić 78' Lazar Marković |
| Adolfo Machado 46' Roberto Nurse 46' Nahil Carroll 83' Jairo Jiménez 88' Gabriel Torres 90' José Calderón Felipe Baloy Harold Cummings Rolando Escobar Luis Tejada                         | wissels      | 61' Miloš Jojić 66' Aleksandar Mitrović 78' Dragan Mrdja Miroslav Vulićević Duško Tošić Radoslav Petrović Darko Lazović Adem Ljajić Milan Lukač Milan Biševac                       |
| Román Torres 19' Gabriel Gómez 79' Oscar McFarlane 90' | gele kaarten | 18' Nemanja Gudelj |
| Carlos Rodríguez ??', 84' | rode kaarten | |
| - Debuut van Stefan Mitrović (Real Valladolid) voor Servië. |              | |

FEPAFUT · A-internationals · Selecties · Bondscoaches · Panamees vrouwenelftal · Panama U21 · Panama U20 · Panama U19 · Panama U18 · Panama U17
1930 – 1949 · 
1950 – 1959 · 
1960 – 1969 · 
1970 – 1979 · 
1980 – 1989 · 
1990 – 1999 · 
2000 – 2009 · 
2010 – 2019 ·
2020 – 2029
CGC 1991 · 
CGC 1993 · 
CGC 1996 · 
CGC 1998 · 
CGC 2000 · 
CGC 2002 · 
CGC 2003 · 
CGC 2005 · 
CGC 2007 · 
CGC 2009 · 
CGC 2011 · 
CGC 2013 · 
CGC 2021
WK 2018
1938 · 
1939 · 
1940 · 
1941 · 
1942 · 1943 · 1944 · 1945 · 
1946 · 
1947 · 
1948 · 
1949 · 
1950 · 
1951 · 
1952 · 
1953 · 
1954 · 
1955 · 
1956 · 
1957 · 
1958 · 
1959 · 
1960 · 
1961 · 
1962 · 
1963 · 
1964 · 
1965 · 
1966 · 
1967 · 
1968 · 
1969 · 
1970 · 
1971 · 
1972 · 
1973 · 
1974 · 
1975 · 
1976 · 
1977 · 
1978 · 
1979 · 
1980 · 
1981 · 
1982 · 
1983 · 
1984 · 
1985 · 
1986 · 
1987 · 
1988 · 
1989 · 
1990 · 
1991 · 
1992 · 
1993 · 
1994 · 
1995 · 
1996 · 
1997 · 
1998 · 
1999 · 
2000 · 
2001 · 
2002 · 
2003 · 
2004 · 
2005 · 
2006 · 
2007 · 
2008 · 
2009 · 
2010 · 
2011 · 
2012 · 
2013 · 
2014 · 
2015 · 
2016 · 
2017 ·
2018 ·
2019 ·
2020 ·
2021 ·
2022 ·
2023 ·
2024
Anguilla ·
Argentinië · 
Armenië · 
Aruba · 
Bahama's ·
Bahrein ·
Barbados ·
België · 
Belize · 
Bermuda · 
Bolivia · 
Brazilië · 
Canada · 
Chili · 
Colombia · 
Costa Rica · 
Cuba · 
Curaçao ·
Denemarken ·
Dominica · 
Dominicaanse Republiek · 
Ecuador · 
El Salvador · 
Engeland · 
Grenada · 
Guadeloupe ·
Guatemala · 
Guyana · 
Haïti · 
Honduras · 
Iran · 
Jamaica · 
Japan · 
Kameroen ·
Mexico · 
Montserrat ·
Nederlandse Antillen · 
Nicaragua · 
Noord-Ierland ·
Noorwegen ·
Paraguay · 
Peru · 
Portugal · 
Puerto Rico · 
Qatar ·
Saint Lucia · 
Saoedi-Arabië ·
Servië ·
Spanje · 
Taiwan · 
Trinidad en Tobago ·
Tunesië ·  
Uruguay ·  
Venezuela · 
Verenigde Staten ·
Wales ·
Zuid-Afrika ·
Zuid-Korea ·
Zwitserland
België (2018) ·
Engeland (2018) ·
Tunesië (2018)
FSS · A-internationals · Bondscoaches · Statistieken · Servisch vrouwenelftal · Olympisch elftal · Servië U21 · Servië U20 · Servië U19 · Servië U17 · Servië en Montenegro U19 · Servië en Montenegro U17
2003 – 2006** · 
2006 – 2009 · 
2010 – 2019 ·
2020 − 2029
EK 2008 · 
EK 2012 · 
EK 2016 ·
EK 2020
WK 2006** · 
WK 2010 · 
WK 2014 · 
WK 2018 ·
WK 2022
OS 2004** · 
OS 2008 · 
OS 2012 ·
OS 2016 ·
OS 2020
2006 · 
2007 · 
2008 · 
2009 · 
2010 · 
2011 · 
2012 · 
2013 · 
2014 · 
2015 · 
2016 ·
2017 ·
2018 ·
2019 ·
2020 ·
2021 ·
2022
Albanië ·
Algerije ·
Armenië ·
Australië ·
Azerbeidzjan ·
Bahrein ·
België ·
Bolivia ·
Brazilië ·
Bulgarije ·
Chili ·
China ·
Colombia ·
Costa Rica ·
Cyprus ·
Denemarken ·
Dominicaanse Republiek ·
Duitsland ·
Engeland ·
Estland ·
Faeröer ·
Finland ·
Frankrijk ·
Georgië ·
Ghana ·
Griekenland ·
Honduras ·
Hongarije ·
Ierland ·
Israël ·
Italië ·
Jamaica ·
Japan ·
Jordanië ·
Kameroen ·
Kazachstan ·
Kroatië · 
Litouwen ·
Luxemburg ·
Marokko ·
Mexico ·
Moldavië ·
Montenegro ·
Nieuw-Zeeland ·
Nigeria ·
Noord-Ierland ·
Noord-Macedonië ·
Noorwegen ·
Oekraïne ·
Oostenrijk ·
Panama ·
Paraguay ·
Polen ·
Portugal ·
Qatar ·
Roemenië ·
Rusland ·
Schotland ·
Slovenië ·
Spanje ·
Tsjechië ·
Turkije ·
Verenigde Staten ·
Wales ·
Zuid-Afrika ·
Zuid-Korea ·
Zweden ·
Zwitserland
Brazilië (2018) · 
Costa Rica (2018) · 
Duitsland (2010) · 
Ghana (2010) · 
Kameroen (2022) · 
Zwitserland (2018)
** = Onder de naam Servië en Montenegro